# Magellan (sonda)
Magellan byla sonda určená pro průzkum planety Venuše. Byla to první ze tří planetárních sond, které byly vyneseny raketoplánem (dalšími byly Ulysses – sonda na průzkum Slunce a Galileo – sonda na průzkum planety Jupiter). Byla také první sondou, která pro brzdění u cíle použila techniku aerobraking – brzdění třením o horní vrstvy atmosféry.
Původním cílem mise bylo vytvořit globální radarové snímky planety. Nakonec však Magellan vytvořil první mapu povrchu planety s vysokým rozlišením. Detailní radarové snímky zobrazovaly krátery, hory, pohoří a další geologické formace v podobné kvalitě, jakou známe z jiných sond u snímků planet ve viditelné části elektromagnetického spektra.
Sonda byla pojmenována po portugalském mořeplavci šestnáctého století Ferdinandu Magellanovi.

## Průběh letu

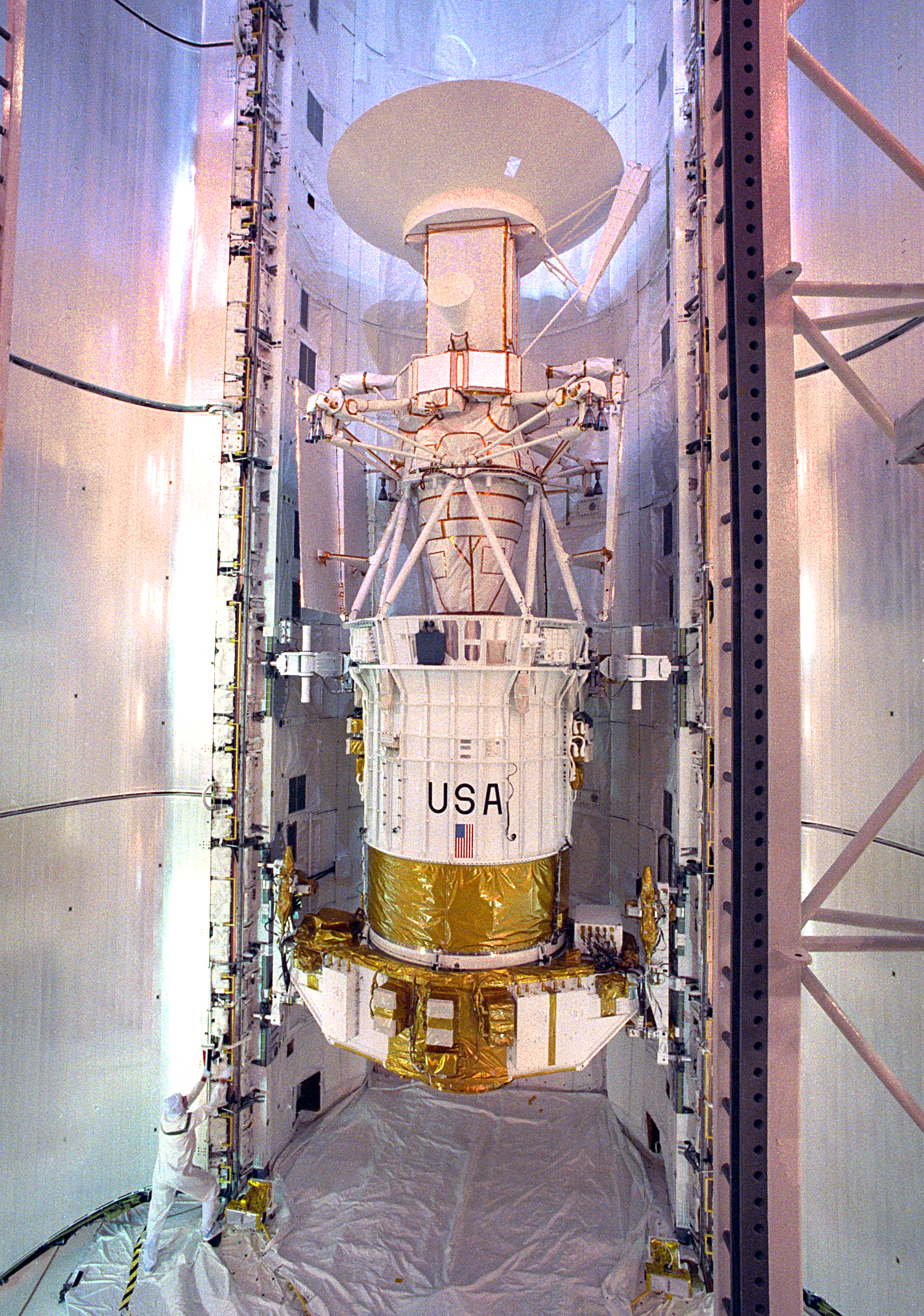
Sonda Magellan byla umístěna do nákladového prostoru raketoplánu Atlantis

Sonda Magellan byla umístěna do nákladového prostoru raketoplánu Atlantis, který odstartoval 4. května 1989 z Kennedyho vesmírného střediska k misi STS-30.
Atlantis vynesl Magellan na nízkou oběžnou dráhu kolem Země, kde byla sonda uvolněna z nákladového prostoru raketoplánu. Po startu urychlovací rakety (IUS – Inertial Upper Stage) na pevná paliva byla sonda navedena na dráhu k Venuši. Magellan po 15měsíční cestě dorazil 10. srpna 1990 ke svému cíli.

### Průzkum Venuše
Počáteční oběžná dráha sondy byla vysoce eliptická, nejbližší vzdálenost k Venuši byla 294 km a největší 8543 km. Oběžná dráha byla polární, to znamená, že při každém oběhu přelétávala nad severním a pak nad jižním pólem planety. Magellan dokončil každý oběh za 3 hodiny a 15 minut.

#### Radarové snímkování povrchu
V průběhu největšího přiblížení během oběhu Venuše radar sondy snímkoval pás povrchu pod sebou o šíři 17 až 28 km. Na konci každého oběhu odvysílal Magellan získaná data na Zemi. Venuše se otočí kolem své osy jednou za 243 pozemských dní. Jak se planeta otáčela pod sondou, radar snímal jeden pruh za druhým, takže za 243 dní by byl zmapovaný celý povrch.

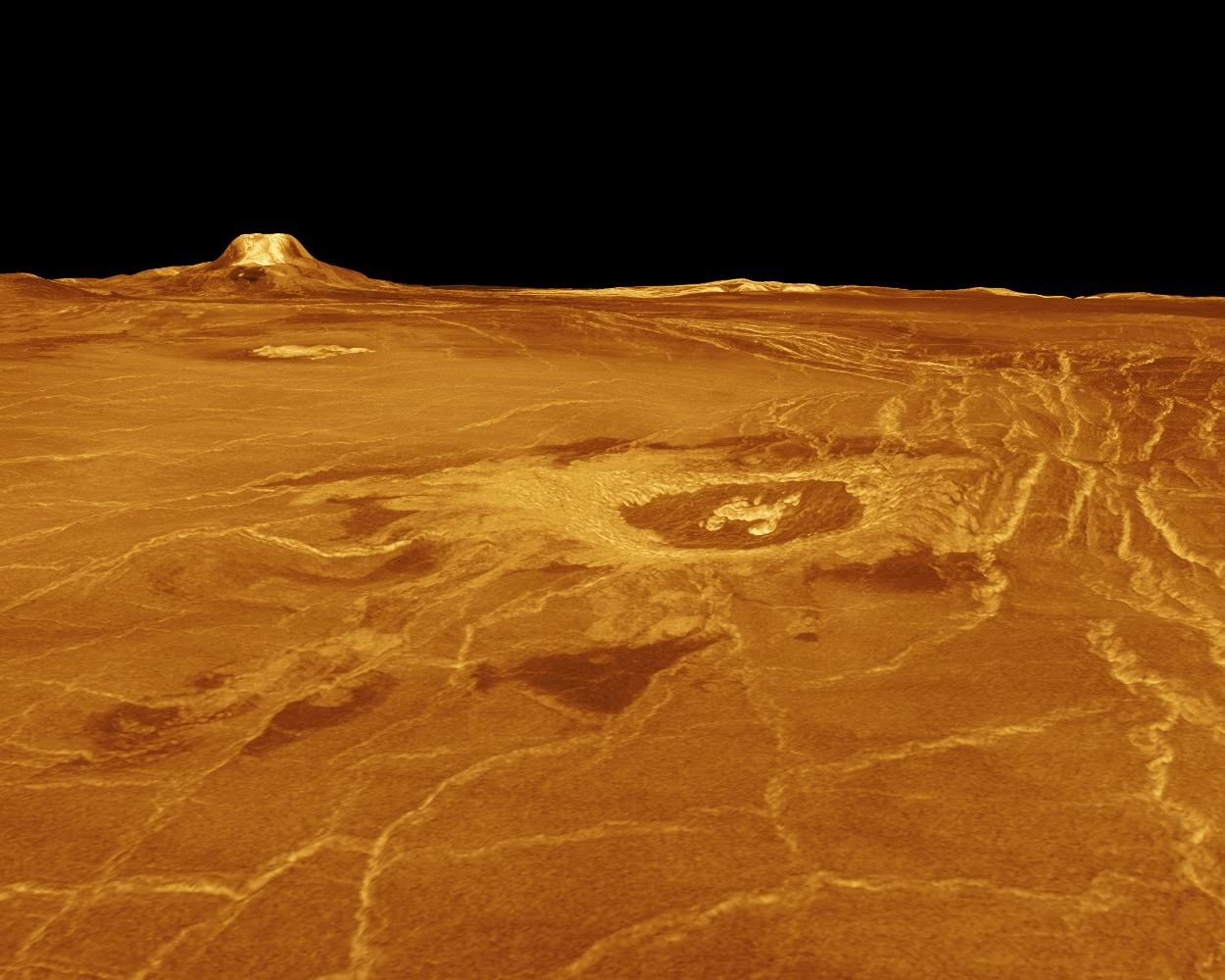
3D pohled na Eistla Regio na Venuši získaný z radarových dat sondy Magellan

Na konci prvních osmi měsíců snímkování (září 1990 až květen 1991) odeslal Magellan na Zemi detailní snímky 84% povrchu Venuše. Sonda pak prodělala ještě dva osmiměsíční cykly snímkování povrchu (květen 1991 až září 1992), čímž byly získány podrobné mapy 98% povrchu planety. Následující cykly pak umožnily vědcům sledovat změny na povrchu, které se udály od minulého roku. Navíc „úhel pohledu“ radaru byl při každém cyklu trochu odlišný, což umožnilo vytvořit trojrozměrné pohledy na útvary na povrchu Venuše.

#### Gravitační mapa Venuše
Během Magellanova čtvrtého orbitálního cyklu (září 1992 až květen 1993) sonda sbírala data o gravitačním poli planety. Magellan v tomto cyklu nepoužíval snímkovací radar, ale přenášel na Zemi konstantní rádiový signál. Jestliže přecházel přes oblast se změněnou gravitací, rychlost sondy se změnila, což způsobilo změnu rádiové frekvence - projevil se tzv. Dopplerův efekt. Přijímací stanice tyto změny frekvence extrémně přesně zaznamenávaly, čímž vědci získali detailní gravitační mapu Venuše.
Na konci čtvrtého Magellanova orbitálního cyklu v květnu 1993 snížilo řídící středisko orbitální dráhu sondy použitím do té doby nevyzkoušené techniky zvané aerobraking. Tímto manévrem se sonda mezi 25. květnem a 3. srpnem 1993 třením o horní vrstvy atmosféry postupně ponořovala při každém oběhu stále hlouběji na svou novou orbitální dráhu s výškou 180 km nejblíže Venuši a 541 km na nejvzdálenějším místě. Snížila se také doba oběhu na 94 minut. Tato nová dráha umožnila sondě získat lepší data o gravitačním poli vyšších zeměpisných šířek kolem severního a jižního pólu. Pátý orbitální cyklus skončil v dubnu 1994.
V posledním šestém osmiměsíčním orbitálním cyklu sonda pokračovala ve sběru gravitačních dat, prováděla radarové a rádiové vědecké experimenty. Na konci mise získal Magellan data o gravitačním poli planety z přibližně 95% povrchu.

#### Ukončení činnosti sondy
V září 1994 byla oběžná dráha Magellanu ještě více snížena a byl zahájen experiment „větrný mlýn“ (windmill experiment), kdy na solární panely působily síly v hustších vrstvách atmosféry. Technici měřili, jaký kroutící moment působí na sondu. Snažili se, aby sonda neztratila orientaci a nezačala rotovat. Tento experiment poskytl vědcům data o chování molekul v horní části atmosféry a technikům užitečné informace pro návrhy dalších sond.
11. října 1994 byla oběžná dráha sondy Magellan ještě více snížena a další den byl se sondou ztracen rádiový kontakt. Větší část sondy se vypařila v atmosféře, některé sekce dopadly až na povrch planety.